# سيث كون
سيث كون (بالإنجليزية: Seth Kuhn)‏ هو لاعب كرة قدم أمريكي، ولد في 4 أبريل 2000 في ويوميسينغ في الولايات المتحدة. لعب مع بثلهام ستييل.